# Sycorax popovi
Sycorax popovi är en tvåvingeart som beskrevs av Jezek 1990. Sycorax popovi ingår i släktet Sycorax och familjen fjärilsmyggor.
Artens utbredningsområde är Bulgarien. Inga underarter finns listade i Catalogue of Life.